# Spirotropis longifolia
Spirotropis longifolia är en ärtväxtart som först beskrevs av Dc., och fick sitt nu gällande namn av Henri Ernest Baillon. Spirotropis longifolia ingår i släktet Spirotropis och familjen ärtväxter. Inga underarter finns listade i Catalogue of Life.